# Lunar and Planetary Institute
Das Lunar and Planetary Institute (LPI) ist ein wissenschaftliches Forschungsinstitut, das sich der Erforschung des Sonnensystems, seiner Entstehung, Entwicklung und seines derzeitigen Zustands widmet. Das Institut ist Teil der Universities Space Research Association (USRA) und wird vom Science Mission Directorate (SMD) der National Aeronautics and Space Administration (NASA) unterstützt.
Das Lunar and Planetary Institute befindet sich am 3600 Bay Area Boulevard in Houston, Texas, und ist intellektuell führend in der Mond- und Planetenforschung. Das Institut dient als wissenschaftliches Forum, das Gastwissenschaftler von Weltrang, Postdoktoranden, Studenten und ortsansässige Experten anzieht; es unterstützt die Forschungsgemeinschaft durch Newsletter, Tagungen und andere Aktivitäten; es sammelt und verbreitet Planetendaten und erleichtert der Gemeinschaft den Zugang zu Proben und Einrichtungen der NASA für Astromaterialien; es begeistert die Öffentlichkeit für die Weltraumwissenschaft und investiert in die Entwicklung künftiger Generationen von Wissenschaftlern. Das LPI sponsert und organisiert das ganze Jahr über mehrere Workshops und Konferenzen, darunter die seit 1970 stattfindende Lunar and Planetary Science Conference (LPSC).

## Geschichte

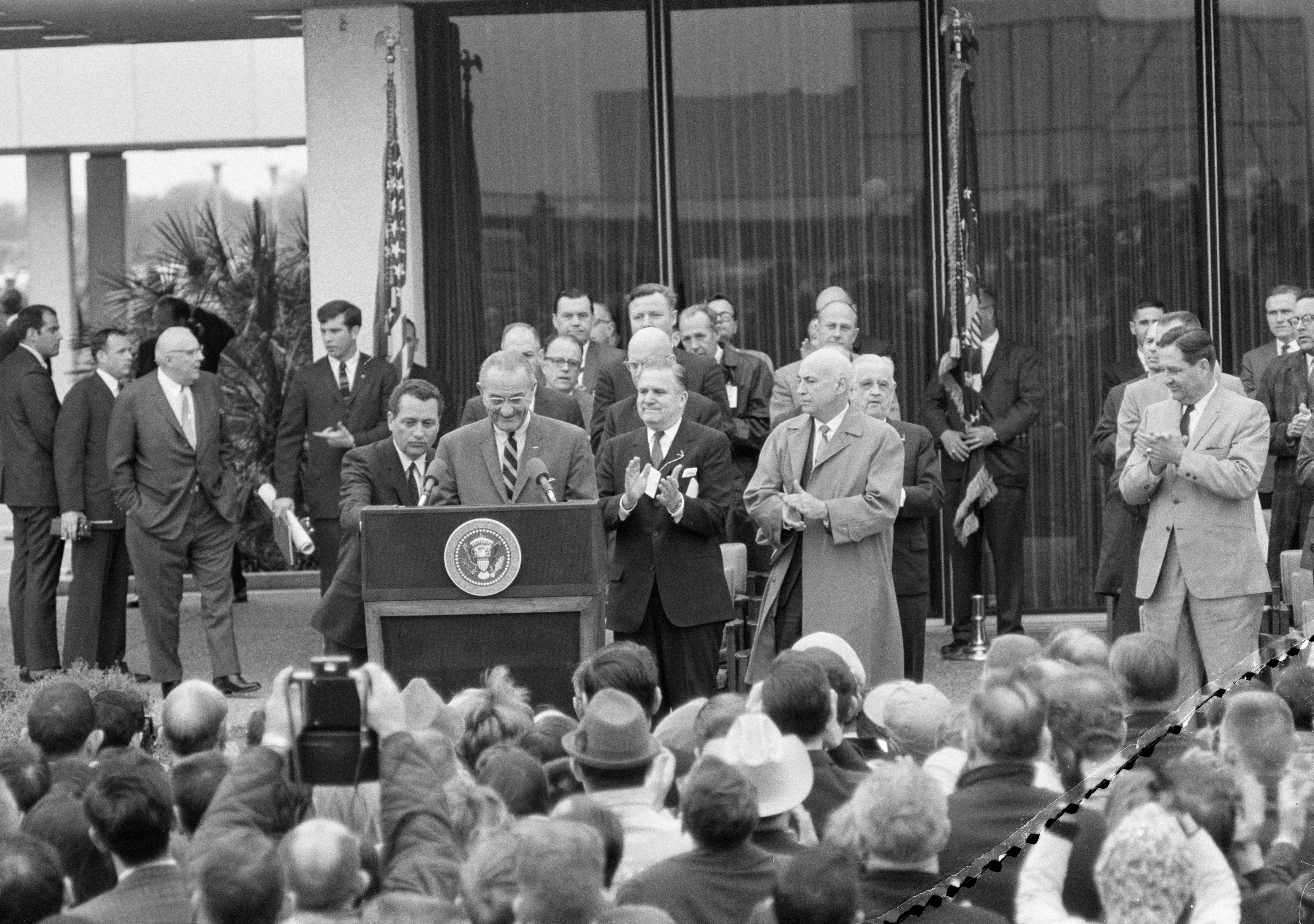
NASA-Foto von Präsident Lyndon B. Johnson bei der Ankündigung der Gründung des Lunar Science Institute am 1. März 1968.

In seiner Rede am 1. März 1968 im Manned Spacecraft Center (MSC) in Houston, Texas, kündigte Präsident Lyndon B. Johnson die Gründung des Lunar Science Institute (LSI) an.

„Wir werden hier alle willkommen heißen, die sich für die Weltraumwissenschaften interessieren. Wir werden die Zusammenarbeit zwischen der NASA und unseren Universitäten verstärken. Und wir werden neue Muster der wissenschaftlichen Zusammenarbeit festlegen, die tiefgreifende Auswirkungen auf das Wissen des Menschen über sein Universum haben werden.“

„Das Institut wird eine Basis für externe Wissenschaftler bieten und sie ermutigen, das Manned Spacecraft Center zu besuchen und seine Labors, Mondfotos und (letztendlich) seine Gesteinsproben zu nutzen. Das LSI wird als wichtiger potenzieller Anreiz für die Mondforschung am MSC und anderswo angesehen.“

Diese Ankündigung war der Höhepunkt von Treffen und Veranstaltungen, an denen die NASA, die National Academy of Sciences (NAS), die Universities Research Association (ein Universitätskonsortium, das gegründet wurde, um das spätere Fermilab zu betreiben) und mehrere große Universitäten beteiligt waren. Ursprünglich von der National Academy of Sciences betrieben, übernahm die Universities Space Research Association (USRA), ein neu gegründetes Universitätskonsortium, am 11. Dezember 1969 die Leitung des Lunar Science Institute.

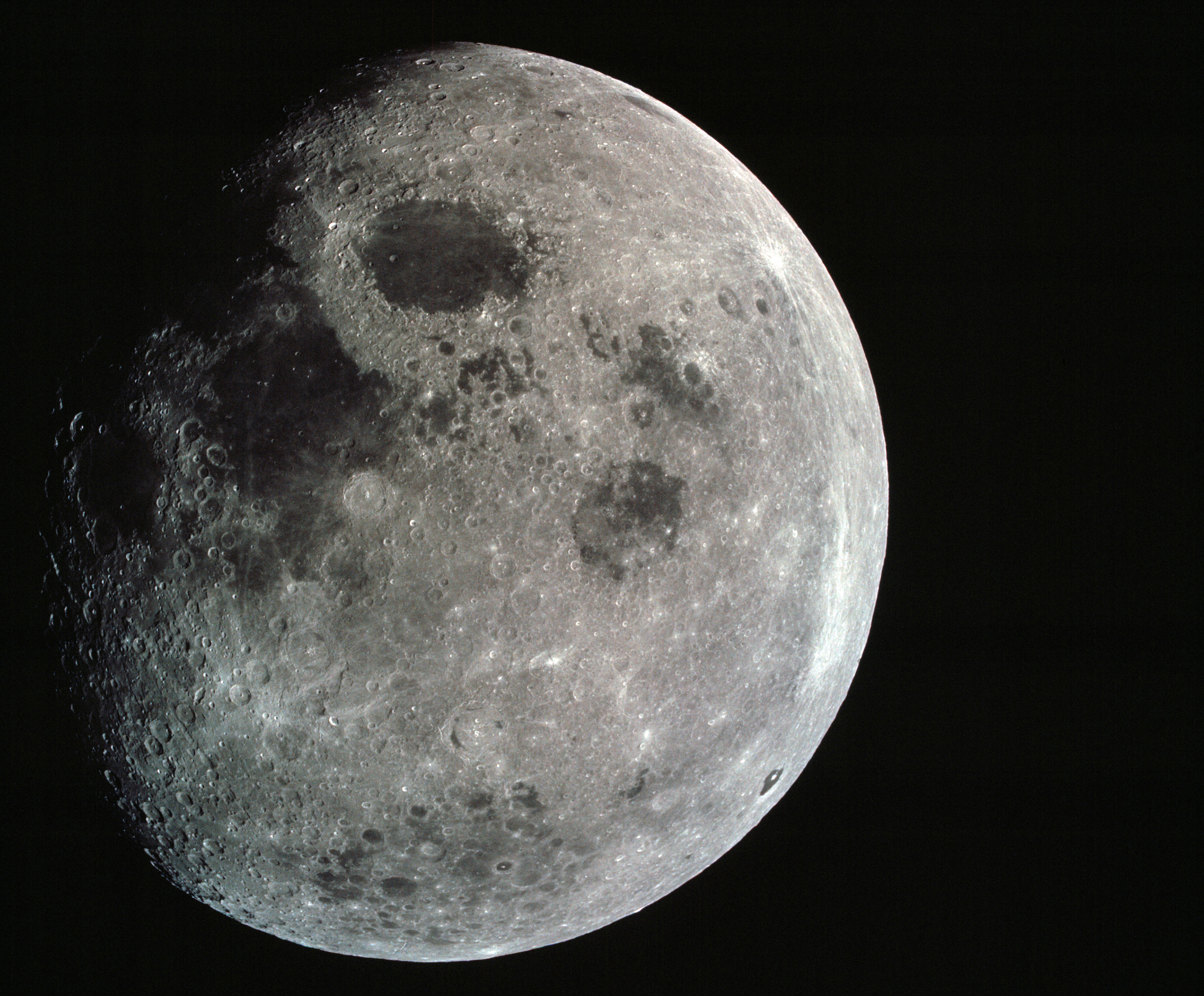
Mond von Apollo 8 aus gesehen am 2. Dezember 1968.

Zum ersten Direktor des Lunar Science Institute wurde 1968 William Walden Rubey ernannt. Rubey führte auch den Übergang zum neuen Managementbetrieb unter der Leitung der Universities Space Research Association (USRA) durch. Es wurde ein Programm für Gastwissenschaftler an der Universität eingerichtet, das erste Symposium organisiert und die erste Vorlesung der LSI-Seminarreihe wurde gehalten. Das Lunar Science Institute wurde am 4. Januar 1970 in der ehemaligen West Mansion an der NASA Road 1 in der Nähe des Manned Spacecraft Center (MSC) offiziell eingeweiht.

### Umbenennung und Umzug
1977 wurde Thomas R. McGetchin zum Direktor ernannt. Unter seiner Leitung wurde der Schwerpunkt des Lunar Science Institute auf die Erforschung des gesamten Sonnensystems erweitert und der Name Lunar Science Institute (LSI) wurde in Lunar and Planetary Institute (LPI) geändert.
1991 zog das LPI unter der Leitung von David C. Black in ein neues Gebäude um. In diesem neuen Gebäude wurden mehrere USRA-Abteilungen und -Betriebe an einem Ort zusammengefasst. Das Gebäude, das im Januar 1992 eingeweiht wurde, bot mehr Platz für Büros, Besprechungen, Computer und Bibliotheken und verbesserte die Arbeit der USRA in Houston.

## Wissenschaft

### Allgemeine Schwerpunkte
Zu den Forschungsthemen des Lunar and Planetary Institutes (LPI) gehören die Entstehung und Entwicklung des Sonnensystems, Petrologie und Geochemie von Planetenmaterialien und flüchtigen Stoffen, das Innere von Planeten, Vulkanismus, Tektonik, Einschlagskrater und die Untersuchung von Planetenproben. Die Forschungsinteressen reichen von Merkur bis Pluto und den Eismonden des Sonnensystems.

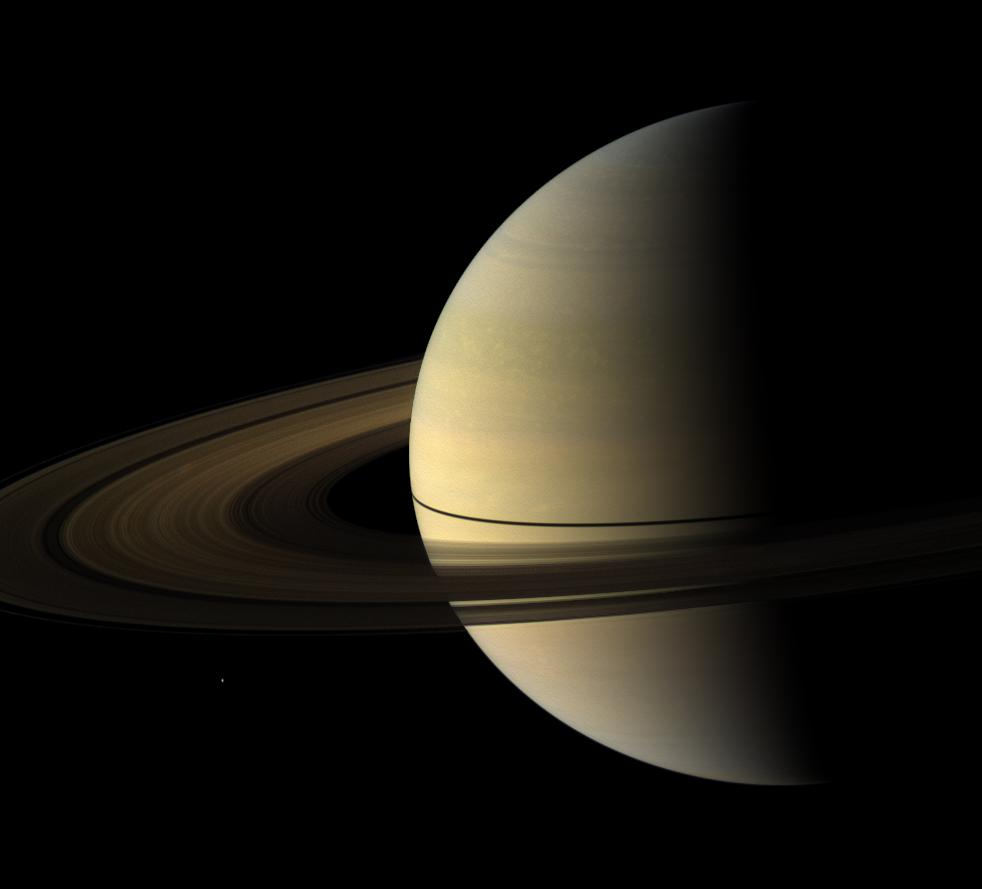
Aufnahme der Cassini-Raumsonde von Saturn und seinem Mond Mimas im Jahr 2010.

Das LPI dient als wissenschaftliches Forum, das Gastwissenschaftler von Weltrang, Postdoktoranden, Studenten und ansässige Experten anzieht. Die ortsansässigen Wissenschaftler stellen das Fachwissen im Bereich der Planetenforschung zur Verfügung, welche das LPI benötigt, um seine Ziele zu erreichen und seine wissenschaftliche Kompetenz durch von Fachleuten begutachtete Aktivitäten aufrechtzuerhalten. Die am LPI durchgeführten Forschungsarbeiten unterstützen die Bemühungen der NASA zur Erforschung des Sonnensystems.
Das Center for Lunar Science and Exploration, ein gemeinsames Projekt des Lunar and Planetary Institute und des Johnson Space Center und ein integraler Bestandteil des Solar System Exploration Research Virtual Institute (SSERVI) (ehemals NASA Lunar Science Institute) wurde 2009 gegründet. Das Zentrum soll ein zentrales, institutionenübergreifendes Mondforschungsprogramm entwickeln, der NASA wissenschaftliches und technisches Fachwissen zur Verfügung stellen, die Entwicklung einer mondwissenschaftlichen Gemeinschaft unterstützen und mondwissenschaftliche Bildungs- und Informationsprogramme entwickeln.

### Analysegruppen
Das LPI unterstützt eine Reihe von Analysegruppen der NASA-Gemeinschaft, unter anderem:
- Extraterrestrial Materials Analysis Group (ExMAG) – zuständig für die Sammlung, Konservierung und Analyse von extraterrestrischen Proben.[13]
- Lunar Exploration Analysis Group (LEAG) – ist verantwortlich für die Analyse wissenschaftlicher, technischer, kommerzieller, und operativen Fragen im Zusammenhang mit der Erforschung des Mondes als Reaktion auf Anfragen der NASA.[14]
- Mapping and Planetary Spatial Infrastructure Team (MAPSIT) – zuständig für die Sicherstellung der Nutzbarkeit planetarer Daten für jeden Zweck, jetzt und in Zukunft.[15]
- Mars Exploration Program Analysis Group (MEPAG) – verantwortlich für die Bereitstellung wissenschaftlicher Beiträge zur Planung und Priorisierung künftiger Mars-Erkundungsaktivitäten für die nächsten Jahrzehnte.[16]
- Mercury Exploration Assessment Group (MExAG) – ein gemeinschaftsbasiertes, interdisziplinäres Gremium, das 2020 von der NASA gegründet wurde, um wissenschaftlichen Input und Analysen bereitzustellen, die für die Planung und Priorisierung von Merkur-Forschungs- und Explorationsaktivitäten erforderlich sind. Die Mitgliedschaft in der MExAG und die Teilnahme an ihren Aktivitäten stehen allen Mitgliedern der Planetenforschungs- und Forschungsgemeinschaft offen, die an der Erforschung des Merkur interessiert sind.[17]
- Outer Planets Assessment Group (OPAG) – zuständig für die Festlegung der wissenschaftlichen Prioritäten und Wege zur Erforschung des äußeren Sonnensystems.[18]
- Ocean Worlds Working Group (OWWG) – verantwortlich für die Verbindung von Planetenwissenschaft und Astrobiologie und die Abdeckung der großen Vielfalt an Zielen, die einzigartige Möglichkeiten für die Entwicklung von Missionen und Technologien bieten.[19]
- Small Bodies Assessment Group (SBAG) – zuständig für die Ermittlung wissenschaftlicher Prioritäten und Möglichkeiten für die Erforschung von Asteroiden, Kometen, interplanetarem Staub, kleinen Satelliten und transneptunischen Objekten sowie für die Bereitstellung wissenschaftlicher Beiträge zur Nutzung von Asteroiden und Kometen zur Unterstützung von Raumfahrtaktivitäten des Menschen.[20]
- Venus Exploration Analysis Group (VEXAG) – verantwortlich für die Festlegung wissenschaftlicher Prioritäten und Strategien für die Erforschung der Venus.[21]

### Programme für Sommer-Praktikanten
Das LPI bietet Sommerpraktikanten ein Programm an, das Studenten die Möglichkeit bietet, an der Spitzenforschung in den Planetenwissenschaften teilzunehmen. LPI-Sommerpraktikanten arbeiten mit Wissenschaftlern am LPI oder am Johnson Space Center zusammen, um aktuelle Forschungsprojekte durchzuführen. Das Sommer-Praktikumsprogramm ermöglicht es den Teilnehmern, ein echtes Forschungsumfeld zu erleben, von führenden Planetenforschern zu lernen und einen Ausblick auf Karrieren in der Forschung zu bekommen.
Von 2008 bis 2013 war das LPI auch Gastgeber eines Lunar Exploration Summer Intern Programs, das dazu diente, mögliche Landeplätze für robotische und menschliche Erkundungsmissionen zu evaluieren. Die Praktikanten arbeiteten mit wissenschaftlichen Mitarbeitern des LPI und anderen Kooperationspartnern zusammen. Das Programm stand Studenten mit Hochschulabschluss in Geologie, Planetenwissenschaften und verwandten Bereichen sowie Studenten mit mindestens 50 Semesterstunden offen. Im Jahr 2015 wurde ein neues Sommer-Praktikantenprogramm für Explorationswissenschaften ins Leben gerufen, das auf dem Erfolg des vorherigen Programms aufbaut, aber einen breiteren Anwendungsbereich hat, der sowohl den Mond als auch erdnahe Asteroiden umfasst.

## Workshops und Konferenzen
Das Lunar and Planetary Institute (LPI) organisiert und sponsert das ganze Jahr über eine Reihe von Workshops und Konferenzen zur Planetenforschung im In- und Ausland, darunter die jährliche Lunar and Planetary Science Conference (LPSC). Auf dieser wichtigen fünftägigen Tagung, die im März in der Region Houston stattfindet, treffen sich internationale Fachleute aus den Bereichen Petrologie, Geochemie, Geophysik, Geologie und Astronomie, um wissenschaftliche Erkenntnisse der Planetenforschung zu präsentieren. Die LPSC geht auf die Tage des Apollo-Programms und die ersten Treffen zurück, die sich mit der Untersuchung von Mondproben befassten. Nach über 50 Jahren ist diese Konferenz immer noch sehr erfolgreich und zieht Planetenwissenschaftler und Forscher aus der ganzen Welt an.

## Engagement von Wissenschaftlern und Öffentlichkeitsarbeit
Das LPI hat eine lange Tradition in der weltraumwissenschaftlichen Ausbildung und der Öffentlichkeitsarbeit durch eine Reihe von Programmen und Ressourcen. Diese Bemühungen richten sich an eine Vielzahl von Zielgruppen, darunter informelle Pädagogen, Studenten, Absolventen und Postgraduierte sowie die Öffentlichkeit in informellen Veranstaltungen und auf lokaler, regionaler und nationaler Ebene.
Zu diesen Programmen und Ressourcen gehören:
- Professional Development – eine Reihe von Seminaren und Workshops zu Themen wie Kommunikation, Networking, Berufsfindung und mehr.[24]
- Explore – ein Programm, das die Weltraumforschung in Bibliotheken und informelle Lernumgebungen bringen soll.[25]
- Planetary Science News for Students stellt Informationen und Ressourcen für Studenten und Nachwuchswissenschaftler im Bereich der Planetologie zur Verfügung.[26]
- Planetary ReaCH – ein Programm, das die Fähigkeit der Gemeinschaft der Planetenwissenschaft und Astrobiologie, auch bekannt als „Content Heroes“, verbessert, schwarze und lateinamerikanische Jugendliche und ihre Familien einzubinden.[27]
- VIRTEX ein Programm, das Jungen- und Mädchenclubs mit Forschern verbindet, die einzigartige extreme Umgebungen untersuchen.[28]
- Cosmic Explorations Speakers Series (CESS)  – ist eine Reihe kostenloser öffentlicher Vorträge von internationalen Experten der Weltraumwissenschaft.[29]

## Direktoren des Lunar and Planetary Institute
- William Walden Rubey (1968–1971)
- Joseph W. Chamberlain (1971–1973)
- David Strangway (1973)
- James W. Head (1973–1974)
- Robert O. Pepin (1974–1977)
- Thomas R. McGetchin (1977–1979)
- John R. Sevier (1979)
- Roger J. Phillips (1979–1982)
- Kevin Burke (1982–1988)
- David C. Black (1988–2002)
- Arch M. Reid (2002)
- Stephen J. Mackwell (2002–2016)
- Louise Prockter (2016–2020)
- Lisa Gaddis (2020–2023)
- Walter Kiefer (seit 2023)

## Bibliothek
Die Bibliothek des LPI umfasst mehr als 63.000 katalogisierte Bücher, Dokumente, Karten, Filme und Videos sowie gedruckte und elektronische Zeitschriften und Newsletters. Der thematische Schwerpunkt der Sammlung liegt auf der Planetenforschung und der Geologie, wobei sich die Sammlung in begrenztem Umfang auch auf den sekundären Bereich der Fernerkundung durch Computerwissenschaften erstreckt. Es werden kontinuierlich vergriffene Bücher zur Planetenforschung, NASA-Dokumente und -Bilder sowie verwandte Werke gescannt und der wissenschaftlichen Gemeinschaft und der allgemeinen Öffentlichkeit zur Verfügung gestellt.

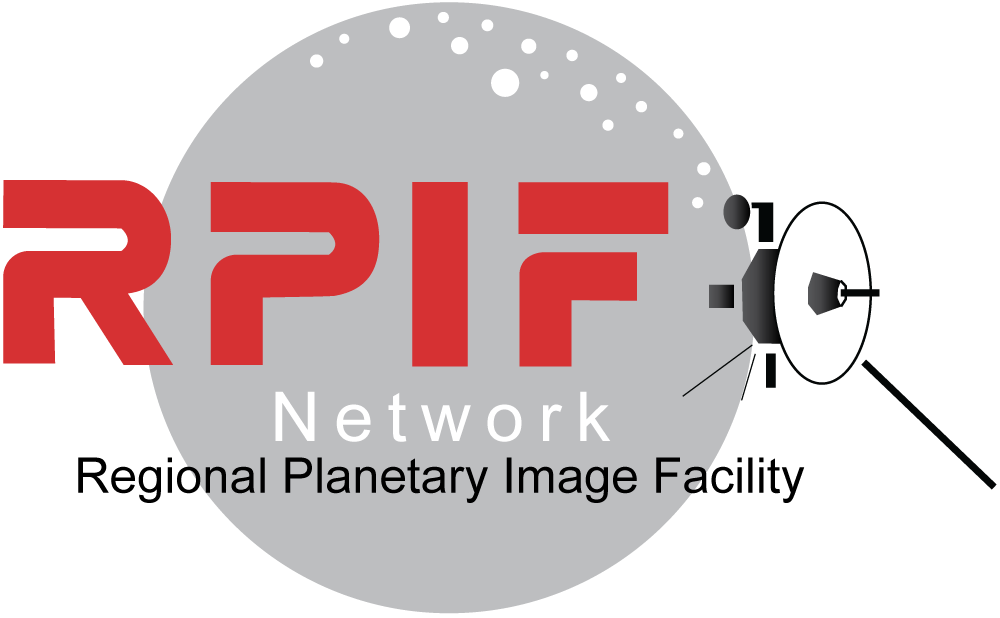
Regional Planetary Image Facility

Die Sammlung stellt auch die Regional Planetary Image Facility (RPIF) (deutsch Regionale Einrichtung für Planetenbilder) der NASA dar und umfasst Fotos, Karten und andere Daten von Planetenmissionen wie Apollo, Lunar Orbiter, Clementine, Mars Pathfinder, Voyager 1, Voyager 2, Magellan, Galileo und Mars Global Surveyor.

## Publikationen
Das LPI hat an einer Reihe von Veröffentlichungen in der renommierten Space Science Series der University of Arizona Press mitgewirkt, darunter:
- Asteroids III, William F. Bottke, A. Cellino, P. Paoliccic, R. P. Binzel, (Editors), University of Arizona Press; Lunar and Planetary Institute, Tucson, Houston, 2002. ISBN 978-0-8165-2281-1; OCLC 50643829
- Comets II, Michel C. Festou, H. Uwe Keller, Harold A. Weaver Jr., (Editors), The University of Arizona Press, Tucson, 2005. ISBN 978-0-8165-2450-1; OCLC 636053722
- Europa, Robert T. Pappalardo, William B. McKinnon, Krishan Khurana (Editors), University of Arizona Press, Tucson, 2009. ISBN 978-0-8165-2844-8; OCLC 729928319
- Meteorites and the Early Solar System II, Dante S. Lauretta, Harry Y. McSween, (Editors), University of Arizona Press, Tucson, 2006. ISBN 978-0-8165-4659-6; OCLC 605233687
- Origin of the Earth and Moon, Robin M. Canup, Kevin Righter, (Editors), University of Arizona Press, Tucson, Arizona, 2000. ISBN 978-0-8165-2073-2; OCLC 247573137
- Protostars and Planets V, Henrik Beuther, Ralf S. Klessen, Cornelis Petrus Dullemond, Thomas K. Henning, (Editors), Lunar and Planetary Institute, Houston, 2014. ISBN 978-0-8165-9876-2; OCLC 898104971
- The Solar System Beyond Neptune, M. A. Barucci, H. Boehnhardt, Dale P. Cruikshank, A. Morbidelli, (Editors), University of Arizona Press, Tucson, 2008. ISBN 978-0-8165-2755-7; OCLC 637068984
- Comparative Climatology of Terrestrial Planets, Stephen J. Mackwell, Amy A. Simon-Miller, Jerald W. Harder, Mark A. Bullock, (Editors), University of Arizona Press, 2014. ISBN 978-0-8165-3059-5; OCLC 941189732
- The Pluto System After New Horizons, S. Alan Stern (Autor); Jeffrey M. Moore, William M. Grundy, Leslie A. Young, Richard P. Binzel, (Editors), University of Arizona Press, Tucson, 2021. ISBN 978-0-8165-4210-9; OCLC 1345485724

Das LPI veröffentlicht außerdem jedes Jahr eine große Anzahl von Dokumenten zu Workshops und Tagungen im Bereich der Planetenforschung. Von März 1974 bis Juli 2023 veröffentlichte das LPI den vierteljährlichen Newsletter Lunar Science Information Bulletin, der später in Lunar and Planetary Information Bulletin umbenannt wurde.
Seit Juni 2014 wurden 18 mond- und planetenwissenschaftliche Bücher, die meisten davon vom LPI veröffentlicht, wie Traces of Catastrophe und Lunar Stratigraphy and Sedimentology, digitalisiert und online verfügbar gemacht.